# وولده
وولده (به آلمانی: Wolde) یک شهر در آلمان است که در مکلنبورگیشه زنپلاته واقع شده‌است. وولده ۷۰۵ نفر جمعیت دارد.